# Leea rubra
Espèce
Leea rubra est une espèce de plante à fleurs de la famille des Vitaceae.
Elle est communément appelée red leea.

## Description
Leea rubra est un petit arbuste pouvant atteindre 3 m de hauteur avec des feuilles à 2, 3 ou 4 folioles disposées de part et d'autre de la tige, généralement par paires opposées l'une à l'autre. Les boutons floraux et les tiges sont rouge vif, les cinq pétales peuvent être crème, roses ou rouges. Le fruit est une baie rouge, violette ou noire d'environ 11 mm de diamètre contenant 4 à 6 graines.

## Répartition et habitat
Leea rubra est originaire du Bangladesh, de l'Assam, du Myanmar, du Laos, de la Thaïlande, du Cambodge, du Vietnam, de la Malaisie, de Bornéo, des Philippines, de la Nouvelle-Guinée et du Territoire du Nord et du Queensland. Elle pousse dans la forêt tropicale comme plante de sous-bois, à des altitudes allant du niveau de la mer à environ 400 m.

## Conservation
Cette espèce est classée par le Department of Environment and Science du Queensland comme espèce peu préoccupante
, elle n'a pas été évaluée par l'Union internationale pour la conservation de la nature (UICN).

## Galerie

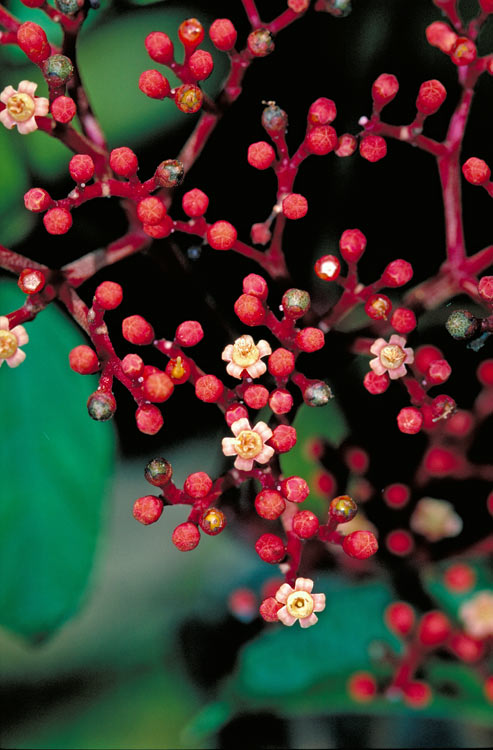
Fleurs et boutons floraux
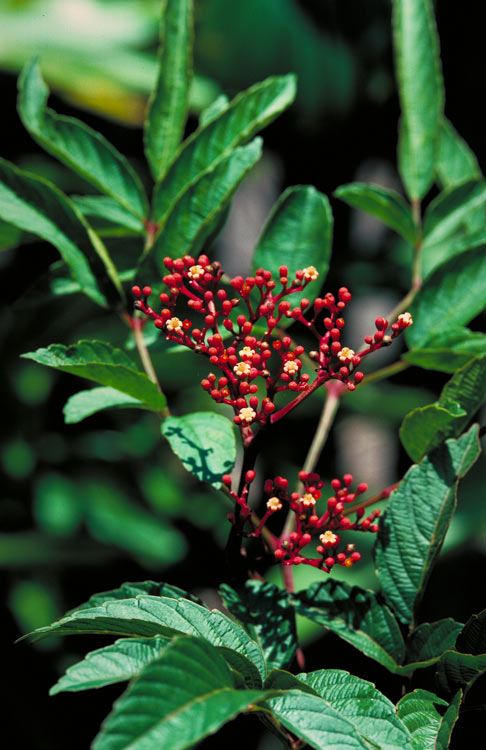
Feuillage et fleurs
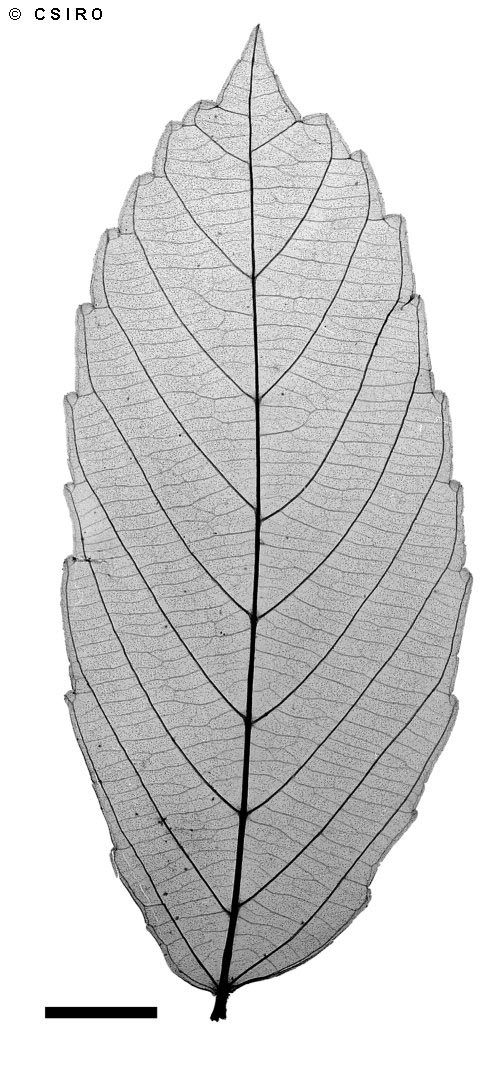
Rayons X sur feuille
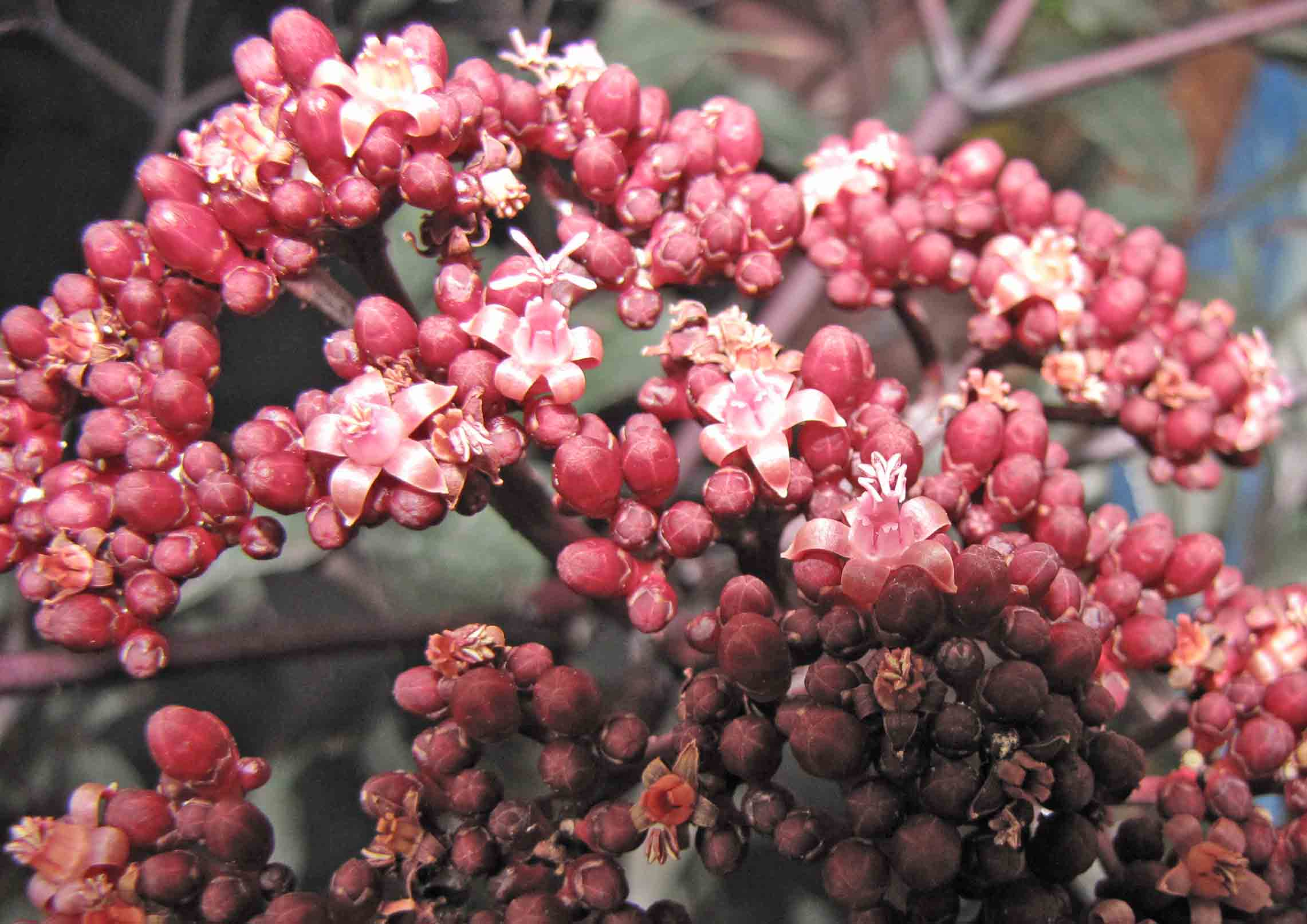
Inflorescence

## Systématique
Le nom correct complet (avec auteur) de ce taxon est Leea rubra Spreng. ex Blume.
Leea rubra a pour synonymes :
- Leea brunoniana C.B.Clarke
- Leea linearifolia C.B.Clarke
- Leea polyphylla Miq.
- Leea rubra f. celebica Koord.
- Leea rubra var. apiifolia Zipp.
- Leea rubra var. apiifolia Zipp. ex Miq.
- Leea rubra var. polyphylla (Miq.) Miq.
- Leea sambucina Blanco
- Leea sanguinea Kurz
- Leea sanguinea Wall. ex Bojer